# Antoine Picon
Pour les articles homonymes, voir Picon (homonymie).
Antoine (Maurice Joseph Charles) Picon, né le 3 août 1957, est un professeur français d'histoire de l'architecture et de la technologie de la période des XXe et XXIe siècles, et codirecteur des programmes de doctorat (PhD et DDes) à la Harvard Graduate School of Design. Il enseigne des cours d'histoire et de théorie de l'architecture et de la technologie à l'École nationale des ponts et chaussées (ENPC). Il est membre du comité scientifique de l'École nationale supérieure d’architecture de Versailles . 

## Biographie
Picon est diplômé de l'École polytechnique en 1979 et de l'École nationale des ponts et chaussées (ENPC) en 1981. Architecte DPLG en 1984, il est nommé docteur en histoire de l'École des hautes études en sciences sociales (ÉHESS), avec mention en 1991. Il est fonctionnaire avec le grade d'ingénieur général des ponts, des eaux et des forêts.
De 1981 à 1984, il est conseiller spécial auprès du ministère de l'Équipement de la Recherche architecturale. Il est chercheur de 1984 à 1994, date à laquelle il devient directeur de la recherche à l'École nationale des ponts et chaussées (laboratoire LATTS). Il occupe ce poste jusqu'en 1997, date à laquelle son titre est changé en celui de professeur. 
En 2002, il est nommé professeur d'histoire de l'architecture et de la technologie à la Harvard Graduate School of Design. Depuis 2008, il est également chercheur à National School of Bridges and Roads. Il enseigne aussi à l'École polytechnique fédérale de Lausanne (EPFL), en Suisse. Depuis 2013, il est président de la Fondation Le Corbusier.

## Honneurs et récompenses
Antoine Picon a reçu de nombreux prix en France pour ses ouvrages : 
- Médaille de la Ville de Paris, échelon vermeil, pour l'exposition et le livre "Claude Perrault (1613-1688) ou la curiosité d'un classique".
- Prix de la meilleure thèse de doctorat de l'École des Hautes Études en Sciences Sociales pour l'année 1991.
- Prix 1994 du livre d'architecture de la ville de Briey pour J.-L. Bonillo, R. Borruey, J.-D. Espinasse, A. Picon, Marseille ville et port.
- Prix 1997 du livre d'architecture de la ville de Briey pour Antoine Picon (dir.), L'Art de l'ingénieur Constructeur, entrepreneur, inventeur.
- Grand Prix de l'Imaginaire 2003 catégorie "Essai" pour M. Michèle Riot-Sarcey, Thomas Bouchet, Antoine Picon (dir.), Dictionnaire des utopies.
- Médaille George Sarton 2007-2008 de l'Université de Gand pour l'ensemble de son œuvre d'histoire des sciences et de l'architecture.
- Chevalier des Arts et Lettres en 2014.

## Travaux
Antoine Picon est ingénieur de formation, architecte et historien des sciences et de l'art, Directeur de recherches à l'École nationale des Ponts et Chaussées et Professeur d’histoire et d’architectures des technologies à Harvard. Il a publié de nombreux articles sur l'histoire des technologies architecturales et urbaines du XVIIIe siècle à nos jours.   

## Publications

### Articles
- Avec Martin Bressani, Mario Carpo, Reinhold Martin et Theodora Vardouli, « L’architecture à l’heure du numérique, des algorithmes au projet », Perspective, 2 | 2019, 113-140 [mis en ligne le 30 juin 2020, consulté le 31 janvier 2022. URL : http://journals.openedition.org/perspective/14830 ; DOI : https://doi.org/10.4000/perspective.14830].